# Venice Vocal Jam
Il Venice Vocal Jam (VVJ) è un gruppo vocale a cappella italiano di matrice contemporanea, che spazia dal jazz alla musica folk, vincitore dei Contemporary A Cappella Recording Awards 2021 con l'album d'esordio Raìse, premiato come Miglior Album Jazz e Miglior Album Europeo del genere.

## Storia
Nato nel 2010 a Venezia, dal più celebre Luca Pitteri & VGE Vocal Project, storico gruppo musicale di matrice gospel del veneziano protagonista di numerosi spettacoli televisivi sulle reti nazionali, nel corso degli anni il Venice Vocal Jam si evolve artisticamente, sperimentando nuovi generi e sentieri musicali.
Nel 2015 apre la propria visione al lavoro di alcuni tra i gruppi a cappella più importanti e longevi nel panorama della musica vocale di oggi (The Real Group, The Swingle Singers, Rajaton, Pentatonix, ecc.), iniziando a concentrarsi nell’uso esclusivo della voce e intraprendendo percorsi di alta formazione specializzata, a livello individuale e di gruppo (IACS - Italian A Cappella Summit del Festival Vivavoce di Treviso, 2017; Vocalmentor del Festival Vocalmente di Fossano, 2018; RAMA Vocal Center Summer Camp di Aalborg in Danimarca, 2019; Masterclass Anúna di Pavullo nel Frignano, 2019).
Il 25 novembre 2020 esce l'album di debutto Raìse prodotto da Erik Bosio, che vede la partecipazione di autori d'eccezione della musica a cappella internazionale (Morten Vinther Sorensen, Jussi Chydenius, Edward Randell, Andrea Figallo, Luca Pitteri e Lorenzo Fattambrini).
Il 02 maggio 2021, Raìse viene premiato dai Contemporary A Cappella Recording Awads aggiudicandosi il primo posto come Best Jazz / Big Band Album e Best European Album e il secondo posto come Best Non-Scholastic Debut Album, Best Folk / World Album e Best Professional Arrangement for a Non-Scholastic Group (con il brano I Am Weary). Il Venice Vocal Jam diventa così il terzo gruppo italiano nella storia degli Oscar della musica a cappella internazionale, a ricevere questo ambìto riconoscimento, dopo i Neri per caso nel 2009 e i Cluster nel 2010.

## Formazione
I 7 componenti del Venice Vocal Jam provengono da tutto il Veneto. Diverse sono le origini territoriali e musicali (da chi si esprime secondo i canoni del jazz o del rock a chi viene dal mondo del musical o della musica lirica). La formazione attuale comprende:
- Anna Acerboni, Venezia (VE) - soprano
- Silvia Marchesan, Londra (UK) - soprano
- Elisa Bortoluzzo, Trevignano (TV) - contralto
- Arianna Natural, Mogliano Veneto (TV) - contralto
- Oscar Chellin, Piove di Sacco (PD) - tenore
- Emiliano Conte, Montebelluna (TV) - tenore
- Marco Bosello, Monselice (PD) - basso, beatboxing

## Discografia

### Album in studio
- 2020 - Raìse [13]

### Collaborazioni
- 2021 - Rkomi - Partire da te (parti corali) in Taxi Driver

## Riconoscimenti
- 2021, 2º posto al Vivavoce PlayOff[14]
- 2021, 1º posto ai Contemporary A Cappella Recording Awads[15] come Best Jazz / Big Band Album e Best European Album